# 서벨라루스 및 서우크라이나 인민회의 선거

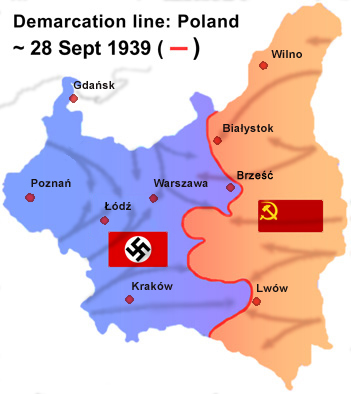
독일군과 소련군이 진격하며 생겨난 임시 국경. 이후 합의를 통해 국경은 재조정되었다.

서벨라루스 및 서우크라이나 인민회의 선거는 몰로토프-리벤트로프 조약에 따라 1939년 9월 17일 소련이 폴란드 제2공화국을 침공하며 획득한 영토의 합병을 정당화하기 위해 1939년 10월 22일 실시한 지방 선거로, 붉은 군대가 폴란드 동부를 점령한 지 한 달도 되지 않아 소련 공산당의 지원 하에 비밀 경찰 및 군대의 공포 분위기 조장 속에 실시되었다. 시민들은 곧 시베리아로 추방될 수도 있다는 위협이 가해졌고, 투표용 봉투는 추적할 수 있게끔 번호가 매겨져 있었고 보통 봉인된 채로 건네졌다. 유권자들은 출마 후보가 누군지도 모른 채 무장 경찰에게 이끌려 투표소로 향했다. 선거의 목표는 서벨라루스와 서우크라이나의 소련으로의 합병 정당화였으며, 양쪽 인민회의 모두 모든 지역을 소련으로 병합하기로 결정하였다.

## 배경
1939년 9월 17일, 붉은 군대는 흩어진 국경 방어대의 약한 저항을 받으며 폴란드를 침공하였다. 붉은 군대는 몰로토프-리벤트로프 조약에서 정한 폴란드 분할선까지 빠르게 서진하였다. 폴란드 제2공화국과 소련은 실질적인 전쟁 상태에 진입하였으며, 소련 정부는 점령지를 법적으로 합병하기 위한 준비에 들어갔다.
소련은 폴란드 지역을 점령한 직후부터 지방 정부를 조직하고 전간기 당시와 비슷하게 행정 구역을 설정했다. 임시 지방 정부는 NKVD 요원, 붉은 군대 관계자, 지역 노동자, 좌익 인텔리겐치아로 구성되어 있었으며, 토지 개혁을 위한 농부 협회와 노동대 결성이 목표였다. 얼마 지나지 않아 임시 지방 정부는 소련식 행정부와 소련 공산당 위원회로 대체되었으며, NKVD가 군사 기관을 대체했다.
9월 28일 독일-소련 국경 조약을 통해 부크강을 경계로 국경이 설정되었으며, 10월 1일 소련 공산당 중앙위원회 정치국은 비아위스토크(서벨라루스)와 리비우(서우크라이나)에서 인민회의를 결성하기로 결정하였다. 새 인민회의의 목적은 모스크바의 중앙 정부에게 새 영토를 합병할 것을 촉구하는 것이었다. 소련으로 합병될 예정이었던 루블린, 시에들체, 웜자에서 폴란드 인민회의의 결성도 계획되어 있었지만, 국경 조약의 결과 해당 지역은 독일이 점령하였다.

## 선거

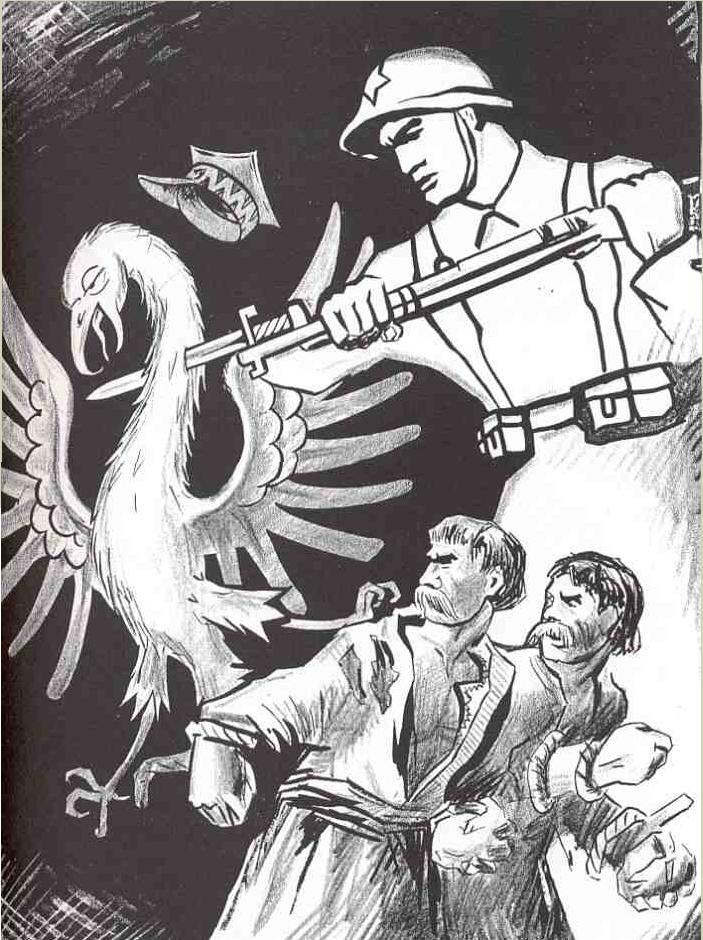
소련의 선전 포스터로, 폴란드 독수리를 죽이는 모습을 그렸다.

선거 운동은 1939년 10월 7일부터 NKVD가 입회한 가운데 진행되었다. 대규모 체포 등 공포 분위기가 조장되었고, NKVD 요원들이 모든 투표소에 배치되었다. 모든 후보자는 모스크바에서 지령을 받아 노농 위원회가 지정했다. 소련 선전물이 곳곳에 붙었고, 시민들 사이에서는 투표하지 않으면 체포되어 시베리아로 추방될 것이라는 소문이 돌았다. 경선은 "반대하는 사람"을 물으면 아무도 손을 들지 않는 식으로 빠르게 종료되었다. 10월 11일 프라우다에 실린 기사에서는, 서우크라이나 인민회의 설립 후 우크라이나 SSR로의 합병, 토지 몰수, 은행 및 산업 시설의 국유화를 통해 여러 문제를 해결할 수 있다고 주장했다. 서벨라루스 지방 일부에서는 폴란드 공산당이 자신들이 후보를 지정하려고 시도했지만, 소련 공산당에 의해 저지되었다.

역사가 라파우 브누크는 저서 "1차 소비에트 동안"에서 리비우에서 열린 선거에 대해 적었다. 선거 당일 도시에는 소련 선전 포스터가 가득 붙었고, 투표소에서는 다른 방법으로 구하지 못하는 음식과 술을 팔았다. 일부는 강제로 투표소로 끌려오기도 했다. 당시 리비우 거주민이던 브로니슬라바 스타호비치는 자신의 경험을 다음과 같이 묘사했다.
저는 슬리퍼에 목욕 가운만 걸친 채로 투표를 요구받았습니다. 군인 2명과 NKVD 요원이 같이 갔고, 제가 코트를 입는 것조차 허락하지 않았습니다. 제 어머니와 형제자매도 투표를 강요받았습니다.

 모든 투표소에서는 군복을 입은 군인이 있었으며, 모든 사람의 이름을 기록했다. 일부 투표소에서는 이미 기표하여 밀봉된 투표용지를 주고, 투표함에 넣기만 하기도 하였다. 선거일은 "자유인의 위대한 휴일"로서 선전되었다. 폴란드어 신문 "볼나 웜자"에서는 10월 22일 "폴란드에 억압받던 서벨라루스의 인믄들은 20년 동안 이 날을 기다렸다"고, "노베 지치에"는 "붉은 군대가 선사한, 이렇게 큰 자유를 이 나라가 지금까지 누린 적이 없다"고 적었다.
선거 결과는 스탈린주의 국가의 전형적인 선거 방식을 보여준다. 공식 기록에 따르면, 서우크라이나의 투표율은 93%, 서벨라루스의 투표율은 96%였다. 당 추천 후보는 득표율 90% 이상을 기록했지만, 일부 구역(우크라이나 11개소, 벨라루스 2개소)에서는 후보의 인기가 너무 좋지 않아 득표율이 절반에 미치지 못했고, 결국 2차 선거를 실시하였다. 유권자 중에는 5주 전에 폴란드를 침공한 붉은 군대의 군인도 있었다.

## 서벨라루스 및 서우크라이나 인민회의
10월 22일, 선거를 통해 서벨라루스 인민회의와 서우크라이나 인민회의가 설립되었으며, 침공으로부터 채 2주도 지나지 않은 시점이었다. 10월 26일~28일 동안 리비우에서, 28일~30일 동안 비아위스토크에서 인민회의 회담이 열렸다. 리비우에서 개회 선언은 우크라이나 언어학 교수 키릴로 스투딘스키가, 비아위스토크에서 개회 선언은 벨라루스 농부 스테판 스트루크가 맡았다. 서벨라루스 인민회의 구성원 926명 중 621명은 벨라루스인, 127명은 폴란드인, 72명은 유대인, 43명은 러시아인, 53명은 우크라이나인, 10명은 기타 국가 출신이었으며, 서우크라이나 인민회의 구성원 1,482명 중 폴란드인은 3% 가량이었다. 두 인민회의 모두 점령지의 소련 통치를 지지하였으며,  이미 존재하는 벨로루시 소비에트 사회주의 공화국과 우크라이나 소비에트 사회주의 공화국으로의 가입을 요청하였다. 또한, 지주, 교회, 공직자의 토지를 보상 없이 몰수하였으며, 은행과 대형 공장을 국유화하고, 9월 17일을 공휴일로 지정하였다. 두 회의에서는 모두 전간기 폴란드를 "백폴란드 지주 착취자의 절멸 정책"이라며 비판하였다. 서우크라이나 인민회의는 벨라루스 인민회의에 공식 편지를 보냈으며, "우리는 같이 폴란드에 저항한 형제로, 지금은 자유와 행복 속에 형제가 되었다. 웅장한 소비에트 국가의 소원을 이루는 위대한 붉은 군대가 와, 폴란드 지주와 자본주의자로부터, 우리 서우크라이나인과 서벨라루스인을, 오래도록 해방시켰다"라는 내용이 적혔다.
11월 1일에는 서우크라이나의, 2일에는 서벨라루스의 합병이 승인되었으며, 11월 14일 벨로루시 소비에트 사회주의 공화국은 리투아니아가 점령한 빌뉴스를 제외한 폴란드 동북부를 합병하였다. 11월 15일 우크라이나 소비에트 사회주의 공화국이 공식적으로 폴란드 동남부를 합병하였다. 11월 29일에는 서벨라루스 및 서우크라이나에 거주하는 모든 폴란드인이 소련 국민이 되었음이 선포되었으며, NKVD가 폴란드 정치인을 반소비에트 죄목으로 체포할 법적 명목이 발생하였다. 또한 대규모 징병도 시작되어, 약 21만 명 가량이 붉은 군대에 입대했을 것으로 추정하고 있다. 합병 이후 두 인민회의는 해산하였다.

## 같이 보기
- 소련의 발트 3국 점령 (1940년)